# Под флагом любви
«Под флагом любви» (пол. Pod banderą miłości) — польский чёрно-белый немой художественный фильм режиссёра Михала Вашиньского, мелодрама 1929 года.

## Сюжет
Анджей возвращается судном из Швеции в Польшу и спасает девушку, которая тонула в море. Её отец это командор военного флота и благодаря тому Анджей остался кадетом морской школы. Однако Анджей в школе не был долго, зато он разоблачил шпиона и добыл любимую женщину.

## В ролях
- Збигнев Саван — Анджей
- Мария Богда — Мария
- Павел Оверлло — командор
- Ежи Марр — Ежи Женцкий
- Яга Борыта — женщина-шпион
- Владислав Вальтер — моряк
- Леонард Зайончковский — моряк
- Текла Трапшо — мать Анджея
- Тадеуш Фиевский — кадет морской школы
- Ежи Кобуш — кадет морской школы